# 朱懋芳
朱懋芳（1560年7月12日—1617年10月5日），字本厚，號肖梅，浙江義烏縣人，明朝政治人物。

## 生平
萬曆十九年辛卯舉於鄉，萬曆二十六年戊戌科進士出身，吏部觀政，次年任江西吉安府永豐縣知縣，三十六年授北京兵部主事，本年丁憂。三十九年升南京禮部主事，四十一年丁憂。四十五年复除北京禮部員外郎，卒於官。

## 家族
高祖之祖朱肇（紹九，字本初，號梅隴，又號歸農，建文元年己卯科舉人，永樂元年授戶科給事中）、高祖之父朱大猷（達十六，以次子朱成官贈福建永福縣知縣）、高祖朱𧓌（祿二十），曾祖朱璽（禎廿九），祖朱簠（祥七八），父朱時雍（祐三十三，由歲貢授福建延平府教授，以子貴誥封禮部主事），母陳氏。子一朱宅岐。